# گمینا سکالبمیژ
گمینا سکالبمیژ (به لهستانی:  Gmina Skalbmierz) یک گمینا در لهستان است که در شهرستان کاژمیژا واقع شده‌است. گمینا سکالبمیژ ۸۶٫۲۱ کیلومتر مربع مساحت و ۶٬۹۳۰ نفر جمعیت دارد.